# Ebright Azimuth
Ebright Azimut est le point le plus élevé de l’État américain du Delaware. Il est repéré par une balise géodésique indiquant l’altitude de 136,50 m. La Floride est le seul État américain à avoir une altitude maximale plus basse avec la colline Britton culminant à 105 mètres d'altitude.

## Toponymie
Ebright Azimuth ne correspond pas à un nom et un prénom : James et Grant Ebright étaient simplement les propriétaires du lieu où le repère a été placé.

## Géographie
Ebright Azimut est situé à environ 10,5 km au nord du centre-ville de Wilmington, à l'extrême nord du comté de New Castle et à quelques pas de la limite avec l’État de Pennsylvanie. Il se trouve près de la Concord High School, au nord de Naamans Road et au milieu de l'intersection d'Ebright Road et de Ramblewood Drive.
Les relevés de la Commission géologique du Delaware indiquent que le parc de mobil-homes situé juste à l'ouest d'Ebright Road dépasse cette altitude d'au moins 61 cm,.
Depuis que la photographie explicative a été prise, la stèle bleu et jaune a été déplacée de l'autre côté de la rue, non loin du repère géodésique. Le trottoir a été agrandi et la zone autour du panneau a été sommairement aménagée.

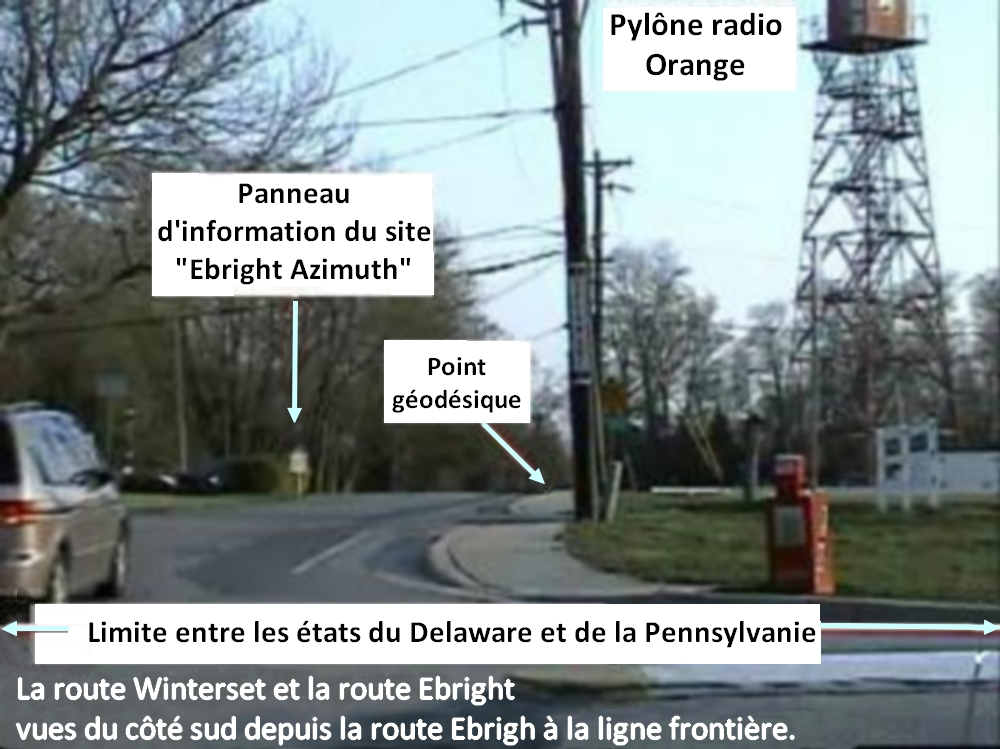
Le site d'Ebright Azimuth en 2006.

## Tour radio
Le pylône radio situé juste au sud du point référencé a été construit en 1947 par la Western Union dans le cadre d’un ancien réseau de communication par faisceau hertzien (bande C) qui reliait New York avec Washington. Cette installation a été baptisée « Brandywine » en référence à la rivière Brandywine située à quelques kilomètres plus à l’ouest. Son indicatif radio est « KGB29 ». Les ingénieurs de la Western Union ont choisi une structure de type « tour de guet préfabriquée haute résistance » qui permettait l’installation des émetteurs et des récepteurs micro-ondes à l’intérieur d’une cabine. Les antennes paraboliques installées derrière les ouvertures étaient orientées vers les stations relais adjacentes situées à Mount Laurel et à Elk Neck près d'Elkton (Maryland).
Comme la plupart des autres sites de ce type, la Western Union a abandonné l’installation Brandywine quand elle a remplacé son réseau hertzien par un réseau à fibre optique à large bande. L’installation supporte désormais des antennes de radiotéléphonie terrestre VHF et UHF.